# Валдис Затлерс
Валдис Затлерс (на латвийски: Valdis Zatlers) е латвийски политик, бивш президент на Латвия от 2007 до 2011 г.

## Биография
Той е роден в Рига на 22 март 1955 г.
След дългогодишна кариера като хирург-ортопед през 2007 г. е избран от парламента за президент с подкрепата на управляващата коалиция, включваща Народната партия, партията Ново време, Съюза на зелените и селяните и Латвийската първа партия.
През 2011 г. Затлерс влиза в остър конфликт с парламента, който отказва да премахне имунитета на обвинен в корупция депутат. Той не е преизбран за втори президентски мандат и основава своя Затлерсова реформаторска партия.